# Valsoreyhütte
Die Cabane de Valsorey ist ein alpines Schutzhaus in den Walliser Alpen. Sie liegt südwestlich des Grand Combin in einer Höhe von 3030 m ü. M. Besitzerin der Hütte ist die Sektion La Chaux-de-Fonds des Schweizer Alpen-Clubs (SAC).

## Geschichte
Die Hütte wurde 1901 erstmals errichtet und brannte im Jahr 1924 ab. Wiederaufgebaut wurde die Hütte 1926 aus Stein, mit damals 30 Plätzen. Später wurde sie bergseitig in gemischter Bauweise und mit einer vergrösserten Breite erweitert, die alte Hütte und deren ursprünglicher Eingang ist somit immer noch sichtbar. Neben dem Haupthaus gehört auch ein Holzbau zur Hütte. 

## Aufstieg
Talort ist Bourg-Saint-Pierre. Für den Aufstieg zur Hütte sind in rund 5 Stunden 1400 Höhenmeter zu bewältigen (T3).

## Gipfelbesteigungen
Die Hütte ist Ausgangspunkt für die Gipfel um den Grand Combin de Valsorey (4184 m) und 
den Combin du Meitin (3622 m). 

## Übergänge
- Bivacco Biagio Musso – 3664 m
- Rifugio Franco Chiarella all’Amianthe – 2979 m
- Cabane de Panossière – 2645 m
- Cabane du Vélan – 2642 m
- Cabane de Chanrion – 2462 m